# Thryonomys
Thryonomys es un género de roedores histricomorfos, el único de la familia Thryonomyidae, conocidos vulgarmente como ratas espinosas africanas o ratas de las cañas. Se encuentran en África, al sur del Sáhara. Son consumidos por las personas en algunos países africanos y son considerados una plaga para varios cultivos. El nombre del género proviene de la palabra griega thryon, que significa "junco" o "caña".

## Características
El largo del cuerpo es de entre 35 y 60 centímetros. En cautiverio, pesan comúnmente 6-7 kilogramos, y pueden alcanzar pesos de hasta 10 kilogramos en libertad. Son roedores de constitución pesada, con pelaje marrón hirsuto manchado de amarillo o gris. Viven en áreas pantanosas y a lo largo de ríos y orillas de lagos, son herbívoros y en estado salvaje se alimentan de hierbas acuáticas. En zonas agrícolas se alimentan también de los cultivos de caña de azúcar, convirtiéndose en un problema considerable.
Las hembras dan a luz camadas de entre 2 y 4 crías al menos una vez al año, y con mayor frecuencia en algunas áreas. Son sexualmente maduros y capaces de reproducirse a partir de los 6 meses de vida.

## Relación con el hombre
Están ampliamente distribuidos y los granjeros dedican una cantidad considerable de energía cercando sus campos para mantenerlos fuera, pero son también valorados como una fuente de "carne salvaje" en África Central y Occidental. Como el cobayo (Cavia porcellus), la carne tiene un alto contenido proteico y es baja en grasas, comparada con la carne de animales de cría en granja. Es apreciada también por su ternura y sabor.
En el área de la sabana de África Occidental la gente ha capturado y engordado a estos roedores tradicionalmente.

## Estado de conservación
Hay áreas en las que han sido cazados en exceso, y el hábitat de la sabana se encuentra frecuentemente en riesgo durante la temporada de sequías debido a los incendios forestales, producidos a menudo durante las expediciones de caza. De todas formas, la alta explotación de estos roedores en el mundo salvaje no ha tenido un efecto serio sobre su número[cita requerida], e incluso algunos investigadores creen que su población puede estar incrementándose debido a su capacidad de adaptarse a las tierras deforestadas[cita requerida].